# Linda Büsscher
Linda Büsscher est une joueuse allemande de volley-ball née le 27 avril 1993. Elle mesure 1,83 m et joue au poste de réceptionneuse-attaquante. 

## Clubs
| Club               | De        | À         |
| ------------------ | --------- | --------- |
| SCU Emlichheim     | 2009-2010 | 2010-2011 |
| Alemannia Aachen   | 2011-2012 | 2012-2013 |
| DSHS SnowTrex Köln | 2013-2014 | …         |